# Debbaravaripalli, Bagepalli
Debbaravaripalli là một làng thuộc tehsil Bagepalli, huyện Kolar, bang Karnataka, Ấn Độ.